# Манџукуо
Манџукуо је назив марионетске државе створене под патронатом Јапана на подручју историјске регије Манџурија у Кини, током јапанске окупације Кине. Постојала је од 1932. до 1945. године, а главни град државе је био Чангчун. У овој држави су већину становника чинили Кинези, док су етнички Манџурци били мањина. Поразом Јапана у Другом светском рату, Манџукуо престаје да постоји и ова територија поново постаје део Кине.

## Јапанска инвазија и успостављање Манџукуа
Током ере господара рата, маршал Џанг Цуолин је завладао Манџуријом уз јапанску подршку. Касније га је јапанска Квантуншка армија сматрала превише независним, па је убијен 1928. Убивши маршала Џанга, генерали Квантуншке армије су очекивали да Манџурија падне у анархију, дајући изговор за заузимање региона. Маршал Џанг је убијен када је мост којим је возио његов воз дигнут у ваздух, док су тројица Кинеза убијена, а експлозивна опрема је стављена на њихове лешеве како би изгледало да су они убице. Завера је осујећена када је Џангов син Џанг Сјуелијанг, 'Млади маршал', наследио његову позицију без инцидената, док је Токио одбио да пошаље додатне трупе у Манџурију. С обзиром да је Квантуншка армија убила његовог оца, „Млади маршал“ — који је за разлику од свог оца био кинески националиста — имао је јаке разлоге да не воли привилеговани положај Јапана у Манџурији. Маршал Џанг је знао да су његове снаге сувише слабе да протерају Квантунгску војску, али су његови односи са Јапанцима били непријатељски од самог почетка.
После јапанске инвазије на Манџурију 1931. године, јапански милитаристи су кренули напред да одвоје регион од кинеске контроле и да створе марионетску државу усклађену са Јапаном. Да би се створио призвук легитимности, последњи кинески цар, Пу Ји, позван је да дође са својим следбеницима и делује као шеф државе Манџурије. Један од његових верних пратилаца био је Џенг Сјаосу, реформиста и лојалиста династије Ћинг.
„Североисточни врховни административни савет“ је основан као јапанска марионетска организација у Манџурији након инцидента у Мукдену. Дана 16. фебруара 1932. године, Царска војска је била домаћин „Оснивачке конференције“ или „Конференције велике четворке“ са гувернером Љаонинга Занг Шијијем, гувернером Хејлунгђанга Џанг Ђингхуијем, командантом армије провинције Кирин Кси Кја, и генералом Ма Џаншаном, како би успоставили Североисточни управни одбор. На другом састанку одбора, поменута четворица плус Танг Јулин, Линг Шенг и Кимоте Семупилеј су именовани за председавајуће. Веће је 18. фебруара издало саопштење у којем је саопштио да су „североисточне покрајине потпуно независне“.
Дана 18. фебруара 1932. Североисточни Врховни административни савет прогласио је Манџукуо. 25. фебруара Савет је изгласао ново име (Манџукуо), националну заставу и остало. Манџукуо је формално успостављена 1. марта у Синџингу, а савет је укинут. Добила је формално признање од Јапана 15. септембра 1932. кроз Протокол Јапан-Манџукуо, након убиства јапанског премијера Инукаија Цујошија. Град Чангчун преименован је у Синџинг и постао главни град Манџукуа. Локални Кинези су организовали добровољачке армије да се супротставе Јапанцима и након неколико година рата земља се смирила.

## Номинални прелазак у монархију
Манџукуо је проглашена монархијом 1. марта 1934, а Пу Ји је преузео престо са именом Кангде. У његовим извршним дужностима номинално су му помагали Тајни савет и Државни савет за опште послове. Државни савет је био центар политичке моћи и састојао се од неколико министара, од којих је сваки помагао јапански заменик министра. Главнокомандујући Квантуншке армије је такође служио као званични јапански амбасадор у држави. Функционисао је на сличан начин као стални официри у европским колонијалним царствима, уз додатну могућност да стави вето на одлуке цара. Руководство Квантуншке армије поставило је јапанске заменике министара у његов кабинет, док су сви кинески саветници постепено давали оставке или су отпуштани.
Џенг Сјаоку је био први премијер Манџукуа до 1935. године, када га је Џанг Ђингхуи наследио. Пу Ји није био ништа друго до фигура и стварни ауторитет почивао је у рукама јапанских војних званичника. За цара је посебно изграђена царска палата. Манџурски министри су сви служили као фронтмени за своје јапанске заменике министара, који су доносили све одлуке.
На овај начин, Јапан је формално одвојио Манџукуо од Кине током 1930-их. Са јапанским инвестицијама и богатим природним ресурсима, ово подручје је постало индустријски рај. Манџукуо је имао сопствене издате новчанице и поштанске марке. Основано је и неколико независних банака.
Освајање Манџурије се показало изузетно популарним међу јапанским народом који је у освајању гледао као на преко потребан економски „спасоносни пут“ њиховој економији која је била тешко повређена Великом депресијом.  Сама слика „пута спаса“ сугерисала је да је Манџурија, која је била богата природним ресурсима, била од суштинског значаја за Јапан да се опорави од Велике депресије, што објашњава зашто је освајање било толико популарно у то време, а касније и зашто је јапански народ био тако потпуно непријатељски према било каквом предлогу да се Манџурија напусти. У то време цензура у Јапану није била ни приближно тако строга као што ће касније постати, а америчка историчарка Луиз Јанг је приметила: „Да су хтели, било би могуће 1931. и 1932. године да новинари и уредници изразе антиратна осећања „. Популарност освајања значила је да су се новине као што је „Асахи Шимбун” које су се у почетку супротстављале рату брзо окренуле да подрже рат као најбољи начин за побољшање продаје. Освајање Манџурије је такође представљено као решавање „недовршеног посла” који је остао након руско-јапанског рата који је коначно поништио један од кључних услова Уговора из Портсмута. Најпопуларнија песма у Јапану 1932. године била је Манџуријски марш у чијим стиховима се проглашава да је заузимање Манџурије 1931–1932. наставак онога за шта се Јапан борио против Русије 1904–1905, а духови јапанских војника погинулих у Руско-јапанском рату сада су могле да буду мирне, јер њихове жртве нису биле узалудне.
Године 1935. Манџукуо је купио Кинеску источну железницу од Совјетског Савеза.

## Други кинеско-јапански рат
Током Другог кинеско-јапанског рата, Јапанци су користили Манџукуо као базу за своју инвазију на остатак Кине. Манџурски генерал Тонг Линге убијен је у акцији од стране Јапанаца у бици за Пекинг, која је означила почетак Другог кинеско-јапанског рата. У лето 1939. гранични спор између Манџукуа и Монголске Народне Републике резултирао је битком на Халхин Голу. Током ове битке, комбиноване совјетско-монголске снаге су поразиле Квантуншку армију уз ограничену подршку Манџукуа.

## Совјетска инвазија, распад и последице
Дана 8. августа 1945. године, Совјетски Савез је објавио рат Јапану, у складу са договором на Јалтској конференцији, и извршио инвазију на Манџукуо из спољне Манџурије и спољне Монголије. Током совјетске офанзиве, царска армија Манџукуа, на папиру снага од 200.000 људи, борила се лоше и целе јединице су се предале Совјетима без испаљивања иједног метка; било је чак и случајева оружаних немира и побуна против јапанских снага. Пу Ји је абдицирао 17. августа и надао се да ће побећи у Јапан да би се предао Американцима, али су га Совјети ухватили. На крају су га изручили влади Кине, када је Комунистичка партија Кине дошла на власт 1949. Нова власт га је затворила под оптужбом за ратне злочине, заједно са свим осталим заробљеним званичницима Манџукуа.
Од 1945. до 1948. Манџурија је служила као база за операције Народноослободилачке армије против Националне револуционарне армије у Кинеском грађанском рату. Кинески комунисти су користили Манџурију као базу све до коначног повлачења националиста на Тајван 1949. године. Много припадника војске Манџукуа и јапанског Кантогуна служило је у комунистичким трупама током Кинеског грађанског рата против националистичких снага. Већина од 1,5 милиона Јапанаца који су остављени у Манџукуу на крају Другог светског рата послани су назад у своју домовину 1946–1948. од стране бродова америчке морнарице у операцији која је сада позната као репатријација Јапана из Хулудаоа.